# NK Gradići
Nogometni klub Gradići hrvatski je nogometni klub iz Gradića kraj Velike Gorice.
Trenutno se natječe u 4. NL Središte Zagreb – podskupini B.

## Vanjske poveznice
- Profil, HNS Semafor